# Audiència de Catalunya
|  | Per a altres significats, vegeu «Reial Audiència de Catalunya (borbònica)». |

L'Audiència de Catalunya va ser l'organisme superior de justícia a Catalunya durant el govern francès del principat de 1808 a 1814.
Després de l'ocupació francesa de Barcelona va transcórrer un any sense que les autoritats espanyoles veiessin afectat el seu funcionament, col·laborant - almenys passivament - amb les forces d'ocupació. No obstant això, la cerimònia de presa de jurament a José Bonaparte organitzada el 9 d'abril de 1809, es va saldar amb la negativa de la majoria d'autoritats, cosa que va suposar la destitució i empresonament d'aquests, quedant reconstituïda una Reial Audiència lleial als ocupants constituïda per magistrats afrancesats.
Per decret de Napoleó de 26 de gener de 1812 fins al final de la guerra el maig de 1814, la Catalunya del sud va quedar també incorporada a l'Imperi francès dividida el territori en quatre departaments a la francesa, el departament del Ter, el departament del Segre, el departament de Montserrat, i el departament de les Boques de l'Ebre, i la Vall d'Aran incorporada al departament de l'Alta Garona.
Amb la restauració borbònica de 1814 es reinstaurà la Reial Audiència de Catalunya.